# Баришич, Бартол
Ба́ртол Ба́ришич (хорв. Bartol Barišić; родился 1 января 2003, Загреб) — хорватский футболист, нападающий клуба ДАК 1904.

## Футбольная карьера
Уроженец Загреба, Баришич является воспитанником футбольной академии местного клуба «Динамо Загреб». 24 июля 2020 года он дебютировал в основном составе «Динамо» в матче Первой хорватской футбольной лиги против «Вараждина», выйдя на замену Сандро Куленовичу на 85-й минуте.

## Карьера в сборной
Выступал за сборные Хорватии до 14, до 15, до 16, до 17, до 19 и до 20 лет.